# Josef von Schwegel

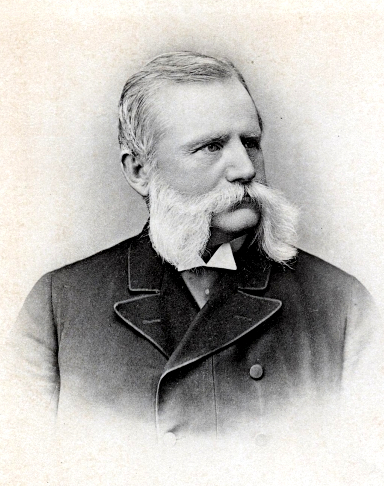
Josef von Schwegel

Josef Freiherr von Schwegel (* 29. Februar 1836 in Obergöriach, Krain; † 16. September 1914 in Veldes) war ein Krainer Diplomat  und Politiker.

## Leben
Josef von Schwegel wurde als Sohn des Landwirts, Kaufmanns und Gastwirts Johann Schwegel geboren. Er besuchte von 1842 bis 1843 die Volksschule in Obergöriach, wechselte danach von 1843 bis 1844 an die Volksschule in Villach und war danach von 1844 bis 1846 an der Volksschule in Laibach. Zwischen 1846 und 1854 besuchte er das Gymnasium in Laibach, woraufhin er in der Folge von 1847 bis 1852 Zögling des fürsterzbischöflichen Konvikts Aloysianum war. Er besuchte zudem zwischen Oktober und Dezember 1854 die medizinisch-chirurgische Josephsakademie in Wien sowie von Dezember 1854 bis zum Jahr 1859 die Orientalische Akademie Wien.

## Beruf
Schwegel war ab 1859 Konsulareleve, ab 1862 Vizekanzler und ab 1866 Erster Dolmetscher am Generalkonsulat in Alexandria. Er stieg 1867 zum Kanzler und 1869 zum Konsul am Generalkonsulat auf. Im Jahr 1870 wechselte er als Konsul nach Konstantinopel, danach war er ab 1871 als Generalkonsul und Leiter der orientalischen Abteilung der Wiener Weltausstellung tätig, 1873 erfolgte seine Ernennung zum Ministerialrat und Leiter des handelspolitischen Departements im Außenministerium, 1877 wurde er zum Sektionschef befördert. Er war danach ab 1879 Vorsitzender der bosnischen Kommission, wurde jedoch im April 1880 beurlaubt, nachdem er im Parlament für die Ablehnung des Dispositionsfonds der Regierung gestimmt hatte. Im Jahr 1881 erfolgte seine Versetzung in den Ruhestand.
Schwegel kaufte 1869 Schloss und Gut Grimschitz.

## Funktionen und Politik
Er war im Bankwesen ab 1887 als Vizepräsident der Niederösterreichischen Escompte-Gesellschaft aktiv und war von 1902 bis 1914 deren Präsident. Zudem wirkte er als Präsident der Krainischen Baugesellschaft in Laibach und stand mehreren krainischen Lokalbahnen vor. Daneben engagierte er sich im musealen Bereich, wo er seit der Gründung des Orientalischen Museums im Jahr 1874 Vorsitzender-Stellvertreter war. Nach dessen Umwandlung in das Handelsmuseum in Wien wirkte er von 1886 bis 1914 als dessen Vizepräsident. Er war zudem von 1889 bis 1891 Vizepräsident der k. k. Geographischen Gesellschaft in Wien sowie zeitweise Präsident des Donau-Vereins zur Hebung der Fluss- und Kanalschifffahrt in Österreich. Im Jahr 1908 gehörte er zu den  Mitgründern des Deutschen Nationalrats für Krain und war deren Präsident.
Schwegel war von 1883 bis 1912 als Vertreter des Großgrundbesitzes Mitglied des Krainischen Landtags. Er war ab dem 7. Oktober 1879 auch Mitglied des Abgeordnetenhauses, wo er bis zum 30. Jänner 1907 ebenfalls den Krainer Großgrundbesitz vertrat. Im Abgeordnetenhaus schloss er sich 1879 dem Klub der Liberalen an und gehörte danach ab November 1881 den Vereinigten Linken an. Er wechselte in der Folge seine Zugehörigkeit mehrmals und gehörte liberalen, deutschen und linken Fraktionen an. Ab 1897 war er Mitglied der Vereinigung von Großgrundbesitzern bzw. ab 1898 der Vereinigung von verfassungstreuen Großgrundbesitzern. Er war dort ab 1898 Mitglied des Vorstands sowie dessen Obmann. Schwegel wurde am 14. Juni 1907 zum Mitglied des Herrenhauses ernannt, wo er sich der Verfassungspartei anschloss.

## Privates
Schwegel heiratete 1868 Maria von Battisti di San Giorgio (1847–1933) und wurde Vater einer Tochter (1869–1875), die jedoch in jungen Jahren verstarb.

## Auszeichnungen
- Erhebung in der Ritterstand (1870)
- Erhebung in den Freiherrenstand (1875)